# Corrosión galvánica

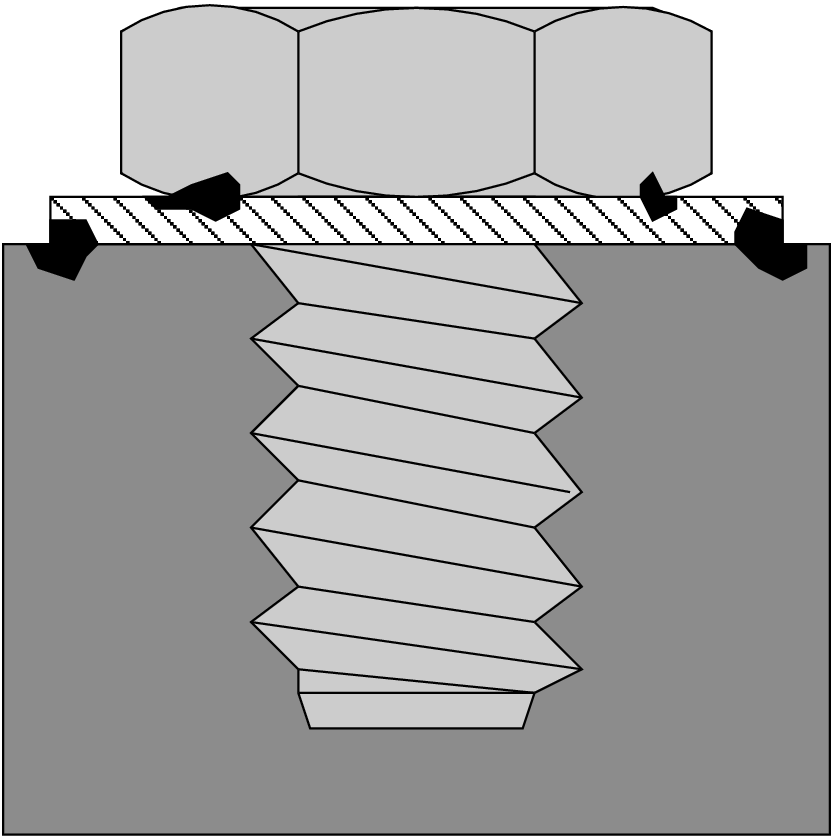
Esquema de la actividad de la corrosión galvánica entre un tornillo de acero inoxidable y una chapa de acero galvanizado

La corrosión galvánica (también llamada corrosión bimetálica) es un proceso electroquímico en el que un metal se corroe cuando se dan dos condiciones: la primera, que esté en contacto con un tipo diferente de metal (más noble) y la segunda, que ambos metales se encuentren inmersos en un electrolito o medio húmedo.
Cuando dos o más diferentes tipos de metal entran en contacto en presencia de un electrolito, se forma una celda galvánica porque metales diferentes tienen diferentes potenciales de electrodo o de reducción. El electrolito suministra el medio que hace posible la migración de iones por lo cual los iones metálicos en disolución pueden moverse desde el ánodo al cátodo. Esto lleva a la corrosión del metal anódico.
Un único metal puede sufrir corrosión galvánica si está en contacto con un electrolito cuya concentración no es homogénea, formando una celda de concentración.
El nombre de este fenómeno proviene del médico italiano Luigi Galvani (1737-1798).

## Ejemplos

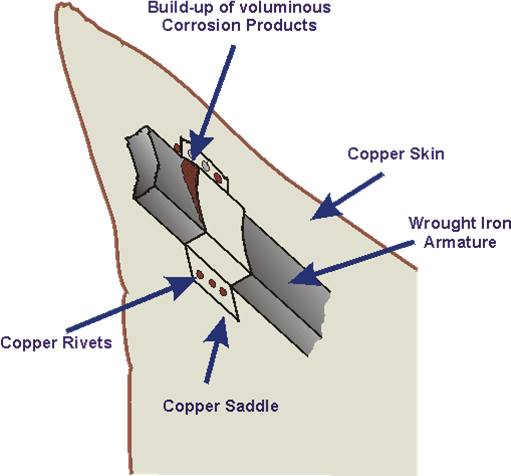
Corrosión galvánica en la Estatua de la Libertad, en los puntos de contacto entre el recubrimiento y otras piezas de cobre con la estructura de hierro forjado.

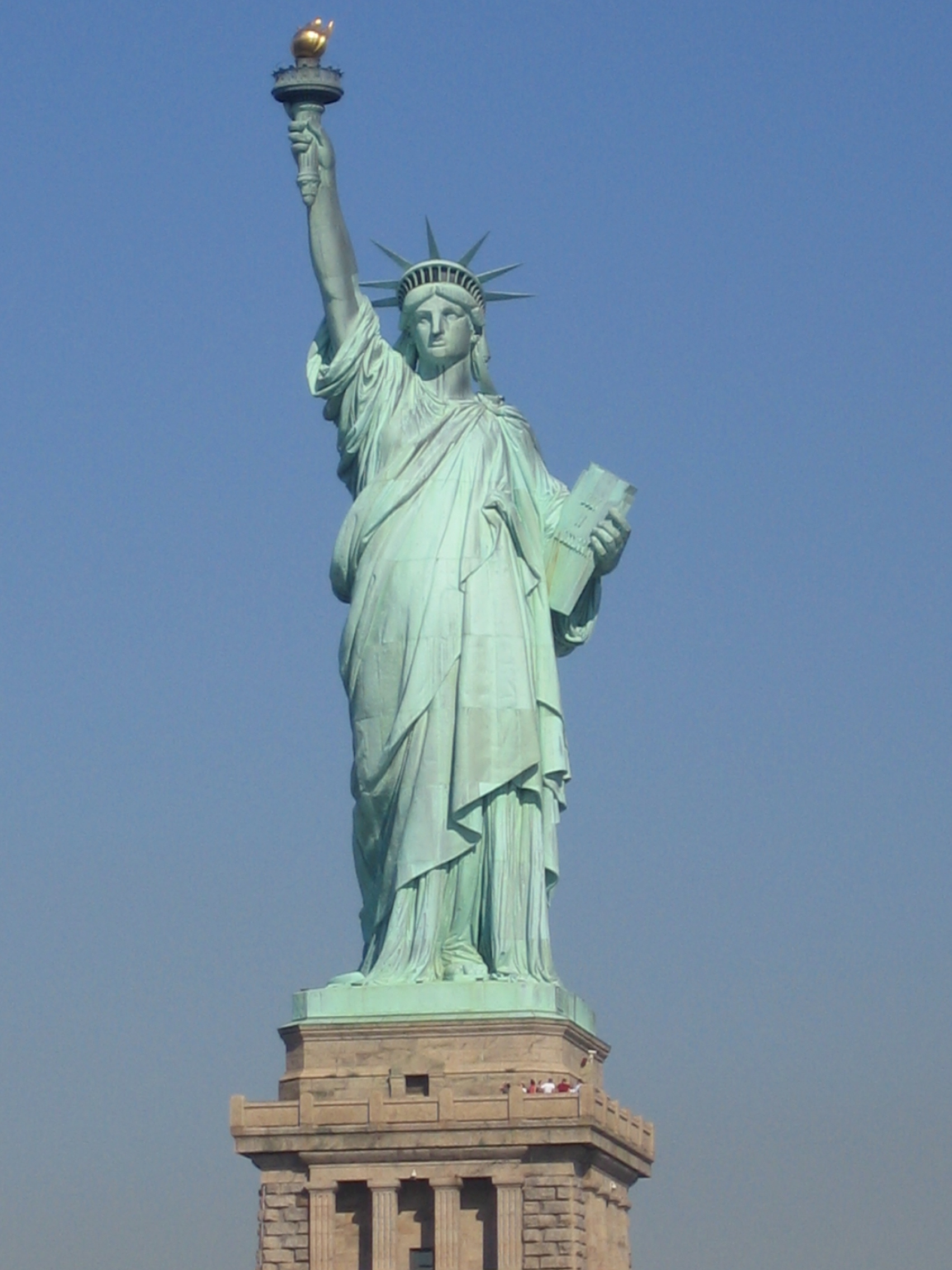
El mantenimiento periódico mostró que la Estatua de la Libertad sufría corrosión galvánica.

Un ejemplo común de corrosión galvánica es la oxidación de las láminas de acero corrugado, que se generaliza cuando el recubrimiento de zinc de protección se rompe y el acero subyacente es atacado. El zinc es atacado preferentemente porque es menos noble, pero cuando se consume, se produce la oxidación en serio del acero. Con una lata recubierta de estaño, como las de conservas, ocurre lo contrario porque el estaño es más noble que el acero subyacente, por lo que cuando se rompe la capa, el acero es atacado preferentemente.
Un ejemplo bastante más espectacular ocurrió en la Estatua de la Libertad, cuando el mantenimiento periódico en la década de 1980 demostró que la corrosión galvánica había tenido lugar entre el recubrimiento exterior de cobre y la estructura de soporte, de hierro forjado. Aunque el problema se había previsto cuando la estructura fue construida por Gustave Eiffel siguiendo el diseño de Frédéric Auguste Bartholdi en la década de 1880, el aislamiento de goma laca entre los dos metales se deterioró tras un período, y dio lugar a la oxidación de los soportes de hierro. Durante la renovación se sustituyó el aislamiento original por PTFE. La estructura estaba lejos de estar en peligro debido a la gran cantidad de conexiones no afectadas, pero fue considerado como una medida de precaución ya que es considerada un símbolo nacional de EE. UU.
Un ejemplo anterior ocurrió en la fragata de la Royal Navy HMS Alarm. El casco de madera de la embarcación había sido revestido de cobre para evitar el ataque de los percebes. Pronto se descubrió que la cubierta se había desprendido del casco en muchos lugares, porque los clavos de hierro que habían sido utilizado para fijar el cobre a la madera se habían corroído completamente. Una inspección más detallada reveló que algunos clavos, que estaban menos corroídos, estaban aislados del cobre por un papel marrón que estaba atrapado bajo la cabeza del clavo. El cobre había sido entregado al astillero envuelto en el papel que no se quitó antes de que dichas planchas fueran clavadas al casco. La conclusión obvia, pues, y la que figura en un informe al Almirantazgo de 1763, fue que no se debe permitir el contacto directo del hierro con el cobre en un entorno de agua de mar si se quiere evitar una severa corrosión del hierro. Más tarde, los buques se han diseñado teniendo esto en cuenta. No sólo el agua de mar era un electrolito muy bueno, debido a su alta concentración de sal, sino que el ataque de los clavos fue favorecido por su área de exposición tan pequeña en comparación con el de la cubierta de cobre del casco.

## Serie galvánica y aplicaciones
Los metales (incluidas las aleaciones) pueden ser ordenados en una serie galvánica que representa el potencial que desarrollan en un electrolito dado frente a un electrodo patrón de referencia. La posición relativa de los dos metales en esta serie da una buena indicación de qué metal de la pareja es más probable que sufra corrosión con mayor rapidez. Sin embargo, otros factores como la aireación y el caudal de agua pueden influir considerablemente en el proceso.

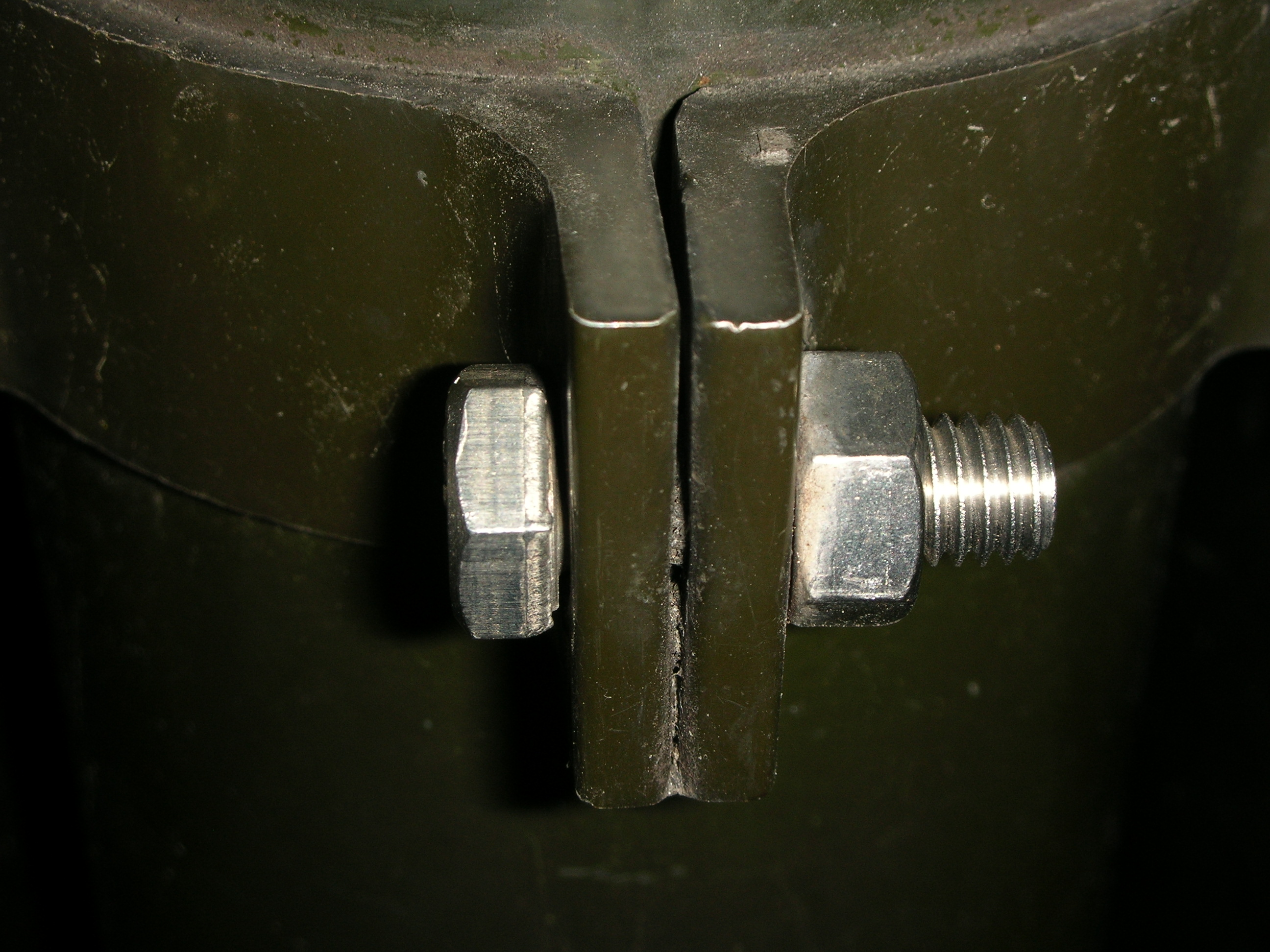
Corrosión de tornillo en la unión con otro metal, expuestos ambos a la humedad ambiental.

La corrosión galvánica es de gran interés para la industria marina. Son muy comunes la tablas con series galvánicas de metales en agua de mar, debido a la amplia utilización del metal en la construcción naval. Es posible que la corrosión de la soldadura de plata en una tubería de agua salada pudiese haber causado un fallo que condujo al hundimiento del buque USS Thresher y la muerte de todos sus tripulantes.
La técnica común de limpieza de la plata por inmersión de ésta y un trozo de papel aluminio en un baño de agua con sal (generalmente bicarbonato de sodio) es otro ejemplo de corrosión galvánica. Se debe tener cuidado, pues usando esta técnica se limpiará el óxido de plata que podría estar allí como decoración. Tampoco es aconsejable limpiar así objetos de plata bañados en oro pues se puede introducir la corrosión galvánica no deseada en el metal base.

## Prevención de la corrosión galvánica
Hay varias maneras de reducir y prevenir este tipo de corrosión.
- Una manera es aislar eléctricamente los dos metales entre sí. A menos que estén en contacto eléctrico, no puede haber una celda galvánica establecida. Esto se puede hacer usando plástico u otro aislante para separar las tuberías de acero para conducir agua de los accesorios metálicos a base de cobre, o mediante el uso de una capa de grasa para separar los elementos de aluminio y acero. El uso de juntas de material absorbente, que puedan retener líquidos, es a menudo contraproducente. Las tuberías pueden aislarse con un recubrimiento para tuberías fabricado con materiales plásticos, o hechas de material metálico recubierto o revestido internamente. Es importante que el recubrimiento tenga una longitud mínima de unos 500 mm para que sea eficaz.

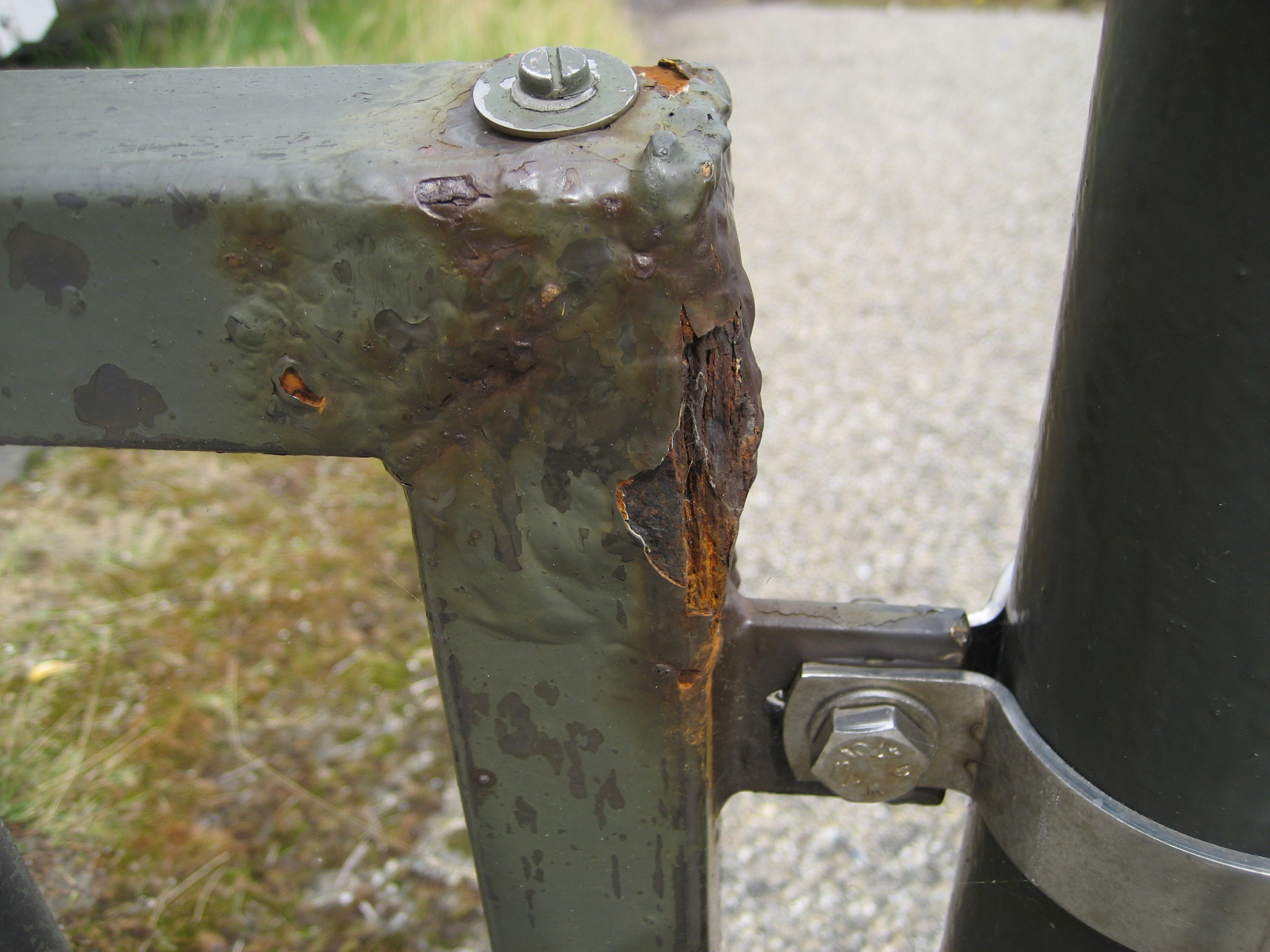
Corrosión por deterioro del revestimiento.

- Otra forma es mantener a los metales secos y / o protegidos de los compuestos iónicos (sales, ácidos, bases), por ejemplo, pintando o recubriendo al metal protegido bajo plástico o resinas epoxi, y permitiendo que se sequen.

- Revestir los dos materiales y, si no es posible cubrir ambos, el revestimiento se aplicará al más noble, el material con mayor potencial de reducción. Esto es necesario porque si el revestimiento se aplica sólo en el material más activo (menos noble), en caso de deterioro de la cubierta, habrá un área de cátodo grande y un área de ánodo muy pequeña, y el efecto en la zona será grande pues la velocidad de corrosión será muy elevada.
- También es posible elegir dos metales que tengan potenciales similares. Cuanto más próximos entre sí estén los potenciales de los dos metales, menor será la diferencia de potencial y por lo tanto menor será la corriente galvánica. Utilizar el mismo metal para toda la construcción es la forma más precisa de igualar los potenciales y prevenir la corrosión.

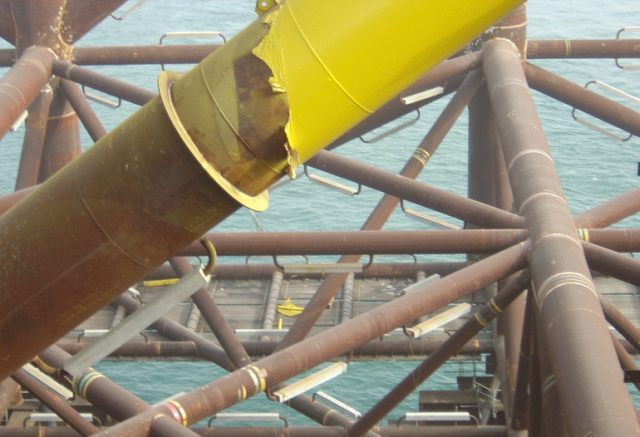
Ánodos de sacrificio (aluminio) montados al vuelo en una estructura metálica de acero para prevenir la corrosión.

- Las técnicas de galvanoplastia o recubrimiento electrolítico con otro metal (chapado) también puede ser una solución. Se tiende a usar los metales más nobles porque mejor resisten la corrosión: cromo, níquel, plata y oro son muy usados.[3]

- La protección catódica mediante ánodos de sacrificio: Se conecta el metal que queremos proteger con una barra de otro metal más activo, que se oxidará preferentemente, protegiendo al primer metal.[2] Se utilizan uno o más ánodos de sacrificio de un metal que sea más fácilmente oxidable que el metal protegido. Los metales que comúnmente se utilizan para ánodos de sacrificio son el zinc, el magnesio y el aluminio.

Esto es habitual en los calentadores de agua y tanques de agua caliente de las calderas. La falta de regularidad al reemplazar los ánodos de sacrificio en los calentadores de agua disminuye severamente la vida útil del tanque. Las sustancias para corregir la dureza del agua (ablandadores) de agua tienden a degradar los ánodos de sacrificio y los tanques más rápidamente.
|  |  |  |
|  |  |  |

Por ejemplo, consideremos un sistema compuesto por acero inoxidable 316 (un acero inoxidable de la serie 300, es una aleación muy noble lo que significa que es bastante resistente a la corrosión y tiene un alto potencial), y un acero dulce (un metal muy activo con menor potencial). El acero dulce se corroerá en presencia de un electrolito, como el agua salada. Si se usa un ánodo de sacrificio (como una aleación de zinc, aleaciones de aluminio o magnesio), estos ánodos se corroerán, protegiendo a los otros metales. Esta es una práctica común en la industria marítima para proteger el equipamiento del buque. Barcos y buques que están en contacto con agua salada usan o bien aleaciones de zinc o de aluminio. Si los barcos están sólo en agua dulce, se utiliza una aleación de magnesio. El magnesio tiene uno de los potenciales galvánicos más altos de todos los metales. Si se usa en una instalación expuesta al agua salada, como en un casco de un barco de acero o de aluminio, las búrbujas de hidrógeno que se forman debajo de la pintura causarán ampollas y descamación.
- La protección catódica mediante una corriente eléctrica es otro ejemplo de protección contra la corrosión.[2] Una fuente de alimentación eléctrica de corriente continua se puede conectar para oponerse a la corriente galvánica corrosiva. Se emplea en estructuras grandes donde los ánodos galvánicos no pueden suministrar suficiente protección. (Véase sistema de protección catódica por corriente impresa)

|  |  |  |
|  |  |  |

Los barcos de metal conectados a una línea de electricidad en tierra normalmente tienen que tener el casco conectado a tierra por razones de seguridad. Sin embargo, el final de la conexión a tierra es probable que sea una varilla de cobre enterrada en el puerto deportivo, resultando una "batería" acero-cobre de alrededor de 1,1 V. En tales casos, el uso de un aislante galvánico es esencial - típicamente 2 diodos en serie, para impedir cualquier flujo de corriente, mientras que la tensión aplicada sea inferior a 1,4 V (es decir, 0,7 V por diodo), pero permitiendo un flujo completo en caso de un fallo de la tierra. Se ha señalado que todavía habrá una fuga muy pequeña a través de los diodos que pueden dar lugar a una corrosión ligeramente más rápida de lo normal.

## Factores que influyen en la corrosión galvánica
- El uso de una capa protectora entre metales diferentes evitará la reacción de los dos metales.[4]
- Tamaño relativo de ánodo y cátodo: Esto se conoce como "efecto de la zona". Como es el ánodo el que se corroe más rápido, cuanto más grande sea el ánodo en relación con el cátodo, menor será la corrosión. Por el contrario, un ánodo pequeño y un cátodo grande hará que el ánodo se dañe fácilmente. La pintura y el revestimiento pueden alterar las zonas expuestas.
- La aireación del agua de mar. El agua pobremente aireada puede afectar a los aceros inoxidables, moviéndolos más hacia el final de una escala anódica galvánica.
- Grado de contacto eléctrico - Cuanto mayor es el contacto eléctrico, más fácil será el flujo de corriente galvánica.
- Resistividad eléctrica del electrolito - Al aumentar la resistividad del electrolito disminuye la corriente, y la corrosión se hace más lenta.[5]

- Rango de diferencia de potencial individual entre los dos metales: Es posible que los distintos metales podrían solaparse en su gama de diferencias de potencial individual. Esto significa que cualquiera de los metales podría actuar como ánodo o cátodo dependiendo de las condiciones que afectan a los potenciales individuales.
- Cubierta del metal con organismos biológicos: Los limos que se acumulan en los metales pueden afectar a las zonas expuestas, así como la limitación de caudal de agua circulante, de la aireación, y la modificación del pH.
- Óxidos: Algunos metales pueden ser cubiertos por una fina capa de óxido que es menos reactivo que el metal desnudo. Limpiar el metal puede retirar esta capa de óxido y aumentar así la reactividad.
- Humedad: Puede afectar a la resistencia electrolítica y al transporte de iones.
- Temperatura: La temperatura puede afectar a la tasa de resistencia de los metales a otros productos químicos. Por ejemplo, las temperaturas más altas tienden a hacer que los aceros sean menos resistentes a los cloruros.
- Tipo de electrolito - La exposición de una pieza de metal a dos electrolitos diferentes (ya sean diferentes productos químicos o diferentes concentraciones del mismo producto) pueden causar que una corriente galvánica fluya por el interior del metal.

## Batería de lasaña
Una "batería de lasaña" o "pila de lasaña" se produce accidentalmente cuando los alimentos salados, como la lasaña, se almacenan en un recipiente para hornear de acero y se cubre con papel de aluminio, o bien en cualquier caso que se toquen entre sí y con el medio salado los diferentes metales (por ejemplo, al dejar una cuchara en una olla). Después de unas horas se desarrollan en el papel unos pequeños agujeros en los puntos de contacto con la lasaña, y la superficie del alimento se cubre de pequeños puntos compuestos de aluminio corroído (óxido) que es neurotóxico.
Esta corrosión metálica se debe a que cada vez que dos hojas de diferentes metales se ponen en contacto con un electrolito, los dos metales actúan como electrodos, y se forma una celda electroquímica, pila o batería. En este caso, los dos terminales de la batería están conectados entre sí. Debido a que la lámina de aluminio toca el acero, esta batería está en cortocircuito, aparece una corriente eléctrica importante, y unas reacciones químicas rápidas tienen lugar en la superficie del metal en contacto con el electrolito. Así, en esta pila de acero/sal/aluminio, como el aluminio está más alto en la serie electroquímica (mayor potencial), el aluminio sólido se oxida y se va disolviendo formando iones disueltos, y el metal experimenta corrosión galvánica.

## Compatibilidad galvánica
La compatibilidad de dos metales distintos puede predecirse por medio del "índice anódico". Este parámetro mide el voltaje electroquímico que se desarrolla entre el metal y el oro, tomado como electrodo de referencia. Para tener el voltaje relativo entre dos metales, basta con hacer la diferencia de sus índices anódicos.
Para ambientes normales, tales como almacenes u otros ambientes interiores sin control de temperatura y humedad, la diferencia de los índices anódicos no debería ser superior a 0,25 V. En ambientes interiores con temperatura y humedad controladas, puede tolerarse hasta 0,50 V. Para ambientes más duros, tales como intemperie, alta humedad, y ambientes salinos, la diferencia no debería superar 0,15 V. Así, por ejemplo, los índices del oro y la plata difieren en 0,15 V, y por tanto serían compatibles para este tipo de ambientes.
A menudo, cuando el diseño requiere que metales diferentes estén en contacto, se gestiona la compatibilidad galvánica entre ellos mediante los acabados y el revestimiento. El acabado y el recubrimiento seleccionado facilitan que los materiales disímiles estén en contacto y protegen así a los materiales de base de la corrosión.

### Compatibilidad entre acero galvanizado y aluminio
¿Se pueden poner en contacto el acero galvanizado y el aluminio o están sujetos a la corrosión galvánica?. Por teoría, experimentos y práctica, estos dos materiales son definitivamente compatibles.
La teoría predice que el aluminio y el acero galvanizado son compatibles. El zinc (recubrimiento del acero) y el aluminio están adyacentes el uno junto al otro en la escala de galvanizado. La presencia del aluminio acoplado con el acero galvanizado incrementa la densidad actual (rango de corrosión) del zinc solo del 0.1% al 1% (el aluminio es el cátodo, o el lado protegido del par) Este incremento en el rango de corrosión del zinc es insignificante, y por lo tanto, el contacto entre el aluminio y el acero galvanizado no acelera significativamente la corrosión de ninguno de los dos materiales.
Las pruebas experimentales confirman la teoría. Por ejemplo, Doyle y Wright muestran que el grado de corrosión del aluminio no se incrementa al estar en contacto con el acero galvanizado. Por ello concluyen que el zinc es muy compatible con el aluminio en todos los ambientes, y en varios casos incluso mostrando que el aluminio estaba siendo protegido catódicamente por el zinc.
La normativa ha incorporado estos resultados. Por ejemplo, la Asociación del Aluminio, en su código estructural, establece que no hay necesidad de separar o pintar las superficies de acero galvanizado que estén en contacto con el aluminio.
Además, muchas estructuras y componentes en el último medio siglo atestiguan lo anterior. El revestimiento de aluminio es frecuentemente fijado a estructuras de acero galvanizado y muy a menudo se utilizan tornillos con recubrimiento de zinc. La mayoría de las estructuras exteriores de tribunas de estadios en Norteamérica están hechas de una estructura galvanizada en la que se fijan pisos o asientos de aluminio. Y también un número incontable de conectores de sistemas de conexión en servicio en todo el mundo han sido fabricados uniendo tubos de acero galvanizado exitosa y permanentemente.

### ¿Cómo afecta este tipo de corrosión al acero galvanizado?

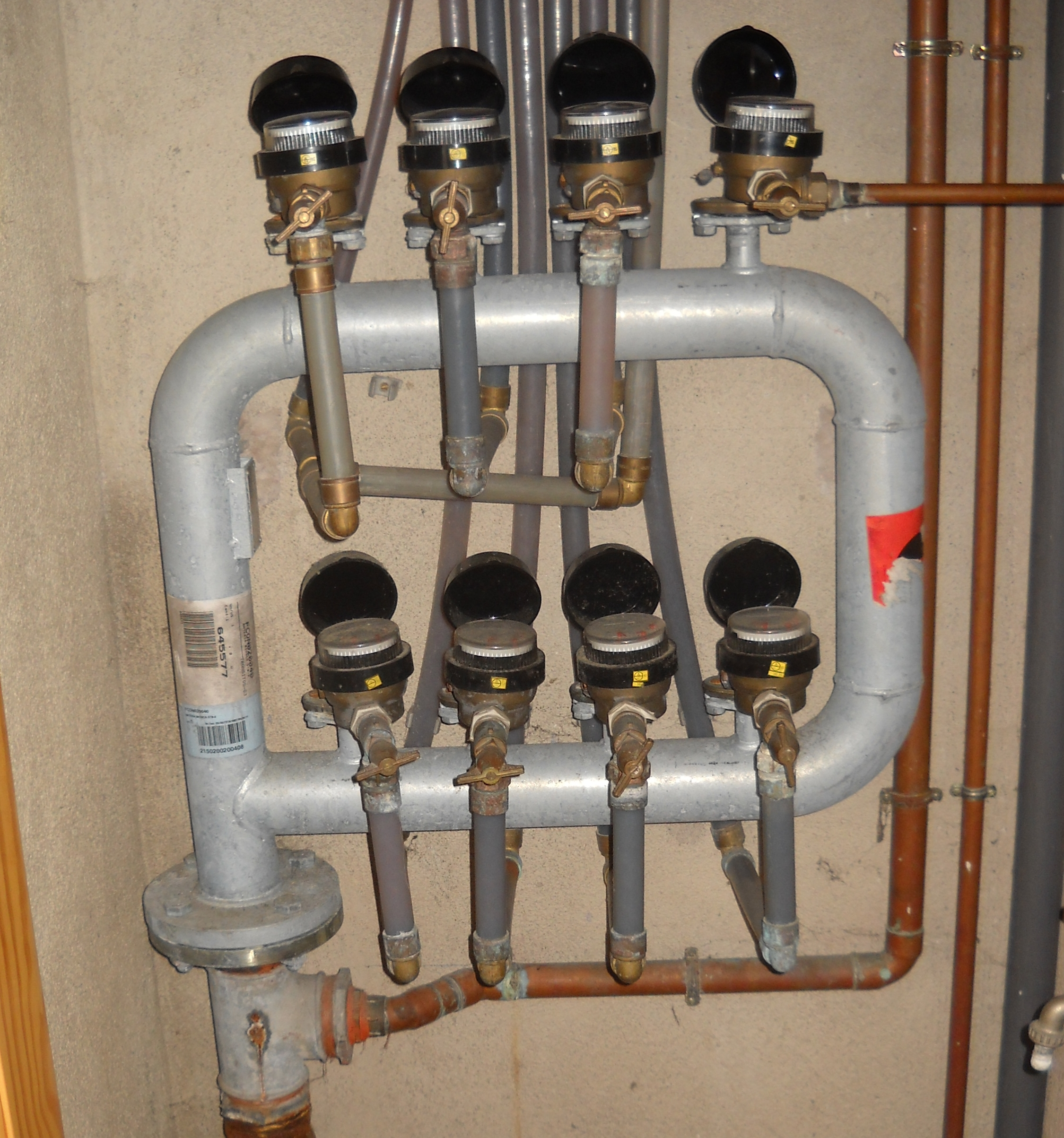
Este soporte de batería de contadores de agua, ha tenido que sustituir al original a los 4 años de uso, por estar conectado a una tubería de cobre del edificio (0,85 V de diferencia de potencial, ver el punto de corrosión abajo a la izquierda), poniendo una batería de PVC, la duración es ilimitada.

Generalmente el acero galvanizado se comporta bien en contacto con los metales más habituales en la construcción cuando se encuentran expuestos a la atmósfera, siempre que la relación superficial entre el acero galvanizado y el otro metal sea alta. Por el contrario, en condiciones de inmersión el riesgo de ataque por corrosión bimetálica se incrementa de forma significativa, por lo que normalmente es necesario utilizar algún tipo de aislamiento entre ambos metales.
Los recubrimientos galvanizados son más resistentes a la corrosión atmosférica y a la corrosión provocada por el agua, porque los productos de corrosión del zinc que se forman en tales medios, normalmente carbonatos básicos de zinc hidratados, son insolubles, adherentes y poco porosos, y constituyen una capa de pasivación que aísla eficazmente el recubrimiento galvanizado del contacto con el medio ambiente agresivo.
Comportamiento del acero galvanizado en contacto con:
Cobre. Dada la gran diferencia de potencial entre el acero galvanizado y el cobre o sus aleaciones, se recomienda siempre el aislamiento eléctrico de los dos metales, incluso en condiciones de exposición a la atmósfera. Donde sea posible, el diseño debe además evitar que el agua o las condensaciones de humedad escurran desde el cobre sobre los artículos galvanizados, ya que el cobre disuelto en forma iónica podría depositarse sobre las superficies galvanizadas y provocar la corrosión del zinc.
Por este mismo motivo, en las conducciones de agua no deben mezclarse tramos de tuberías de cobre y de acero galvanizado (aunque se utilicen elementos de aislamiento eléctrico en las uniones de ambos tipos de tuberías), especialmente si los tramos de cobre se colocan delante de los de acero galvanizado y, por tanto, el flujo de agua pasa principalmente por las tuberías de cobre.
Aluminio. El riesgo de corrosión bimetálica debida al contacto entre el acero galvanizado y el aluminio en la atmósfera es relativamente bajo.
Conviene recordar que una aplicación frecuente en la que se usan conjuntamente estos dos metales son los revestimientos con paneles de aluminio montados sobre una subestructura de perfiles de acero galvanizado. En estos casos es aconsejable aunque no imprescindible, aislar ambos metales, debido a la gran superficie de los paneles de aluminio en relación con la de los perfiles en contacto.
Plomo. La posibilidad de corrosión bimetálica con el plomo es baja en una exposición a la atmósfera. No se han detectado problemas en aplicaciones tales como el uso de tapajuntas de plomo con productos o recubrimientos de zinc, o en la utilización de plomo para fijar postes o elementos estructurales galvanizados.
Acero inoxidable. El uso más habitual del acero inoxidable en contacto con acero galvanizado es en forma de tornillos y tuercas en condiciones de exposición a la atmósfera (Fig. 4). Este tipo de uniones no suelen ser muy problemáticas, debido al bajo par galvánico que se establece entre ambos metales y a la elevada relación superficial entre el metal anódico (acero galvanizado) y el catódico (acero inoxidable). No obstante, en medios de elevada conductividad (humedad elevada o inmersión en agua) es recomendable disponer un aislamiento entre las superficies en contacto de ambos metales (p.e. arandelas de plástico o neopreno y casquillos o cintas aislantes).
| Metal | Índice (V) |
| --- | ---------- |
| Oro, sólido y chapado en oro, aleación de oro y platino | 0,00       |
| Rodio chapado sobre cobre plateado | 0,05       |
| Plata, sólida o chapada, metal monel. Aleaciones de cobre ricas en níquel                                                                                        | 0,15       |
| Níquel, sólido y chapado, titanio y sus aleaciones, Monel | 0,30       |
| Cobre, sólido y chapado; latones o bronces de bajo grado; soldadura de plata, aleaciones de cobre-níquel de alto grado para plateado, aleaciones de níquel-cromo | 0,35       |
| Latón y bronces | 0,40       |
| Latones de alto grado y bronces | 0,45       |
| Aceros resistentes a la corrosión, tipo 18% de cromo | 0,50       |
| Cromo chapado (cromado); estaño chapado (estañado); Aceros resistentes a la corrosión, tipo 12% de cromo                                                         | 0,60       |
| Hojalata, soldadura de estaño y plomo | 0,65       |
| Plomo, sólido o chapado, aleaciones de plomo de alto grado | 0,70       |
| Aluminio forjado serie 2000 | 0,75       |
| Hierro forjado, de color gris o maleable, al carbono y aceros de baja aleación                                                                                   | 0,85       |
| Aluminio, aleaciones forjadas que no sean aluminio serie 2000, aleaciones de fundición del tipo de silicio                                                       | 0,90       |
| Aluminio, aleaciones distintas de las de silicio, cadmio, niquelado y cromado                                                                                    | 0,95       |
| Chapa de zinc (galvanizado por baño fundido); acero galvanizado                                                                                                  | 1,20       |
| Zinc (forjado); aleaciones de zinc (vaciado); zinc (chapado) | 1,25       |
| Magnesio & aleaciones con base de magnesio, fundido o forjado | 1,75       |
| Berilio | 1,85       |

## Normas
- 49 CFR 192.112 - Requisitos de control de la corrosión - Transporte de gas natural por gasoducto y otros: normas mínimas de seguridad federales
- ASME B31Q 0001-0191
- ASTM G-8, G 42 - Evaluación de la resistencia catódica desprendimiento de los revestimientos
- DNV-RP-B401 - Diseño de Protección catódica - Det Norske Veritas
- A 12068:1999 - Protección catódica. Exteriores recubrimientos orgánicos para Protección contra la corrosión de tuberías enterradas o sumergidas de acero utilizadas en relación con la Protección catódica. Las cintas y los materiales retráctiles
- A 12473:2000 - Principios generales de la Protección catódica en agua de mar
- A 12474:2001 - Protección catódica de tuberías submarinas
- A 12495:2000 - Protección catódica para estructuras marinas fijas de acero
- A 12499:2003 - Interior de Protección catódica de estructuras metálicas
- A 12696:2000 - Protección catódica del acero en el hormigón
- A 12954:2001 - Protección catódica de enterrados o inmersos estructuras metálicas. Principios generales y aplicación para las tuberías
- A 13173:2001 - Protección catódica para estructuras de acero flotando en alta mar
- A 13174:2001 - Protección catódica de las instalaciones portuarias
- A 13509:2003 - Técnicas de Protección catódica de medida
- A 13636:2004 - Protección catódica de tanques metálicos enterrados y relacionados con las tuberías
- A 14505:2005 - Protección catódica de estructuras complejas
- A 15112:2006 - Exteriores de Protección catódica de revestimiento del pozo
- A 50162:2004 - Protección contra la corrosión por corrientes parásitas de sistemas de corriente
- BS 7361-1:1991 - Protección catódica
- NACE SP0169: 2007 - Control de la corrosión externa en sistemas de tuberías metálicas subterráneas o sumergidas

Técnicas * NACE TM 0497 - Medida relacionados con los criterios para la Protección catódica en sistemas de tuberías metálicas subterráneas o sumergidas

### En español
- Cap. 18: Corrosión y degradación de materiales. En: Introducción a la ciencia e ingeniería de los materiales, Volumen 2. William D. Callister. Editorial Reverté, 1996. ISBN 8429172548. Pág. 565.
- Cap. 22: Corrosión. En: Ingeniería electroquímica: información exhaustiva de la teoría y práctica de los procesos electroquímicos industriales de sus aplicaciones y productos. C.L. Mantell. Editorial Reverté, 1980. ISBN 8429179402. Pág. 545

### En inglés
- Galvanic corrosion explained
- Corrosion Doctors
- Galvanic Corrosion Theory and documents
- Galvanic series Archivado el 3 de noviembre de 2015 en Wayback Machine.
- Electrochemistry of corrosion From the Yeager Center at CWRU.
- Bimetallic corrosion Archivado el 24 de julio de 2010 en Wayback Machine.
- The Straight Dope: why does ketchup dissolve aluminium?
- PIRA physics lecture demonstration 5e40.25
- Cathodic Protection 101: A basic tutorial

- Datos: Q2367906
- Multimedia: Galvanic corrosion / Q2367906